# Čelik-čelo
Čelično uže (katkad čelik-čelo, kabel ili sajla), u strojarstvu, građevinarstvu i tehnici općenito, savitljiv je ravni (linearni) konstrukcijski dio koji služi za prijenos vlačnih sila, odnosno natezanje, napinjanje, vješanje, povlačenje i drugo. Sastavljeno je od više čeličnih žica velike čvrstoće, koje su u jednostrukoj ili dvostrukoj zavojnici ovijene oko jezgre užeta. Spiralno uže ima oko jezgre omotano nekoliko redova žica koje čine jednostruku zavojnicu. Takvo je uže vrlo čvrsto, ali slabo savitljivo, pa se rabi kao nepokretno (nosiva užad žičara, mostova i slično). Otvorena spiralna užad izrađuje se od žica okrugla presjeka, a zatvorena užad od žica kojima je presjek u obliku slova Z, pa im je površina glatka. Prameno uže sastavljeno je od žica upredenih u dvostruku zavojnicu. Izrađuje se od pramenova načinjenih od više redova žica omotanih oko jezgre. Pramenovi mogu u uže biti upredeni u istome smjeru kao i žice pojedinih pramenova (istosmjerno upredena užad) ili u obrnutome smjeru (križano upredena užad). Pramena se užad rabi kao pokretna, jer se zbog velike gipkosti lako namata i prelazi preko kolotura. Čelično uže se izrađuje uplitanjem čeličnih žica koje se proizvode u kupolnoj ili električnoj peći od čelika velike čvrstoće. Prilikom izvlačenja žica se termički obrađuje tako da je finalni proizvod žica jednake strukture, žilavosti i otpornosti prema torziji. Nakon toga žica se čisti u kiselini i ide na pocinčavanje, nakon čega slijedi poliranje, provlačenjem kroz sitna zrnca pijeska.

## Uže
Uže je ravna (linearna) tehnička tekstilija, debljine veće od 4 milimetra, namijenjena za privezivanje, prijenos i učvršćivanje tereta, privezivanje brodova i slično. Izrađuje se sukanjem (užarenjem) ili višestrukim končanjem dvaju ili više strukova vlakana, odnosno užarske pređe, a sve češće i pletenjem na strojevima za prepletanje, kao jednoslojno, dvoslojno i spiralno pletena užad. Pletena i končana užad s četirima strukovima ili više njih u šupljini uzduž središnje osi užeta često sadrži uložak ili jezgru, koja preuzima opterećenja užeta. Za izradbu užadi nekad su se upotrebljavala samo prirodna vlakna velike čvrstoće i otpornosti na atmosferilije (kudjelja, konoplja, sisal, kokos, manila, juta) te metalna žica. Danas se užad sve više izrađuje od sintetskih vlakana velike čvrstoće (tehnički tipovi poliesterskih, poliamidnih, polipropilenskih i vinilalnih vlakana), a jezgra od metalnih (čeličnih) i aramidnih niti. Uže od biljnih ili sintetskih materijala kadšto se naziva konop ili konopac.
Glavna je značajka užeta njegova čvrstoća, koju mora zadržati u različitim uvjetima uporabe (vlaga, voda, kiša, snijeg, Sunčevo zračenje i drugo). Čvrstoću određuju sirovinski sastav i konstrukcijske karakteristike, to jest vrsta vlakana i svojstva užarske pređe, način izradbe (ručno ili strojno sukanje, prepletanje s jezgrom ili bez nje), broj strukova, smjer uvijanja pri sukanju (užarenju), korak použavanja odnosno korak pletenja, promjer ili obujam užeta. Za pojedine vrste užadi, ovisno o njihovoj namjeni, tehničkom su legislativom propisani minimalni zahtjevi za kvalitetu i značajke građe o kojima ovisi kvaliteta i sigurnost užeta u primjeni.